# Thomas Crauwels
Thomas Crauwels, né le 15 novembre 1983 à Ottignies-Louvain-la-Neuve en Belgique, vit à Torgon dans le Valais suisse. Il est photographe de haute montagne et alpiniste.

## Biographie
Thomas Crauwels découvre les Alpes en 2009, lorsqu’il s’installe en Suisse, et s’initie à la photographie en parcourant les différentes régions alpines.
À partir de 2012, il photographie les montagnes principalement en noir et blanc juste après la tempête,,, notamment celles qui s’élèvent à plus de 4000 mètres d’altitude dans les Alpes valaisannes et les Alpes bernoises.  
En 2013, il réalise l’ascension de son premier sommet, le Pigne de la Lé.
Il reçoit en 2014 le premier prix photographique du Mémorial Maria Luisa.

## Publications
- Alpine Legacy, 2023
- Above, 2021, avec préface de Vivian Bruchez

## Expositions
- 2024 : Dialogue avec la montagne, Galerie Krisal, Carouge/Genève, Suisse, aux côtés de Jacques Pugin[5]
- 2021 : Exposition au Museum d’Histoire Naturelle de Genève[6]

## Prix et récompenses
- 2022 : Médaille d’argent au Prix de la Photographie de Paris dans la catégorie Livre Fine-Art pour son ouvrage Above[7].
- 2022 : Grand prix du Livre d’images au Salon du livre de montagne de Passy pour son ouvrage Above[8].
- 2017 : Premier prix dans la catégorie Montagnes au Prix MontPhoto[9].
- 2016 : Premier prix des Fred Hazeloff Award au Prix Nature Talks Photo Contest[10].
- 2016 : Médaille d’argent au Prix Nature Images Awards (Terre Sauvage).
- 2016 : Médaille de bronze aux 1X Photo Awards[11].
- 2015 : Premier prix aux Moscow International Foto Awards (MIFA) dans la catégorie Paysages[12].
- 2015 : Médaille de bronze au Neutral Density Awards (NDAwards) dans la catégorie Nature Landscape[13].
- 2015 : Premier prix au concours de La Grande Photo Awards dans la catégorie Nature et Paysages[14].
- 2014 : Premier prix du Mémorial Maria Luisa dans la catégorie Photographie de Montagne[4].
- 2014 : Médaille d’or de l’Excellence au Trierenberg Super Circuit pour son œuvre Mirror[15].